# Jon Favreau
Jon Favreau (Nova York, 19 d'octubre de 1966) és un director, actor, guionista i productor de cinema estatunidenc. La revista Vanity Fair va publicar el 2010 una llista dels quaranta famosos de Hollywood amb més ingressos aquest any i el director d'Iron Man va ocupar el 19è lloc amb 24 milions de dòlars.

## Joventut i formació
Jonathan Kolia Favreau neix el 19 d'octubre de 1966 a Flushing a Queens, Nova York. Durant els seus estudis, va a la Bronx High School of Science l'any 1984 a continuació el Queens College entre 1984 i 1987.

## Anys 1990: Revelació còmica i començaments com a guionista
Jon Favreau s'uneix a continuació a la tropa d'improvisació Chicago's ImprovOlympic, on es fa sobretot amb Tim Meadows, Mike Myers i Horatio Sanz. Aconsegueix el seu primer paper al cinema a Hoffa (1992) de Danny DeVito, a continuació enllaça segons papers a La senyora Parker i el cercle viciós, Batman Forever, ... S'especialitza a poc a poc en la comèdia, i escriu la comèdia dramàtica independent Swingers, la posada en escena de la qual és tanmateix confiada a un director debutant, Doug Liman. El film, que surt l'any 1996, coneix un bon èxit de crítica, i li permet de fer-se un lloc, envoltat de joves Vince Vaughn, Ron Livingston i Heather Graham.
Enllaça amb un altre guió, tres anys més tard, el del telefilm Smog, que dirigirà ell mateix, així com el seu primer film al cinema, la comèdia dramàtica Made, l'any 2001. Els dos projectes tenen una acollida més confidencial, i és doncs la seva carrera d'actor que li permet ser present en l'escena mediàtica.
Apareix així a moltes sèries de televisió com Monk, Chicago Hope, My Name Is Earl, Friends on interpreta el petit amic milionari de Monica Geller, així com a The Sopranos (temporada 2, episodi 7) on interpreta el seu propi paper.

## Anys 2000: Confirmació com a director

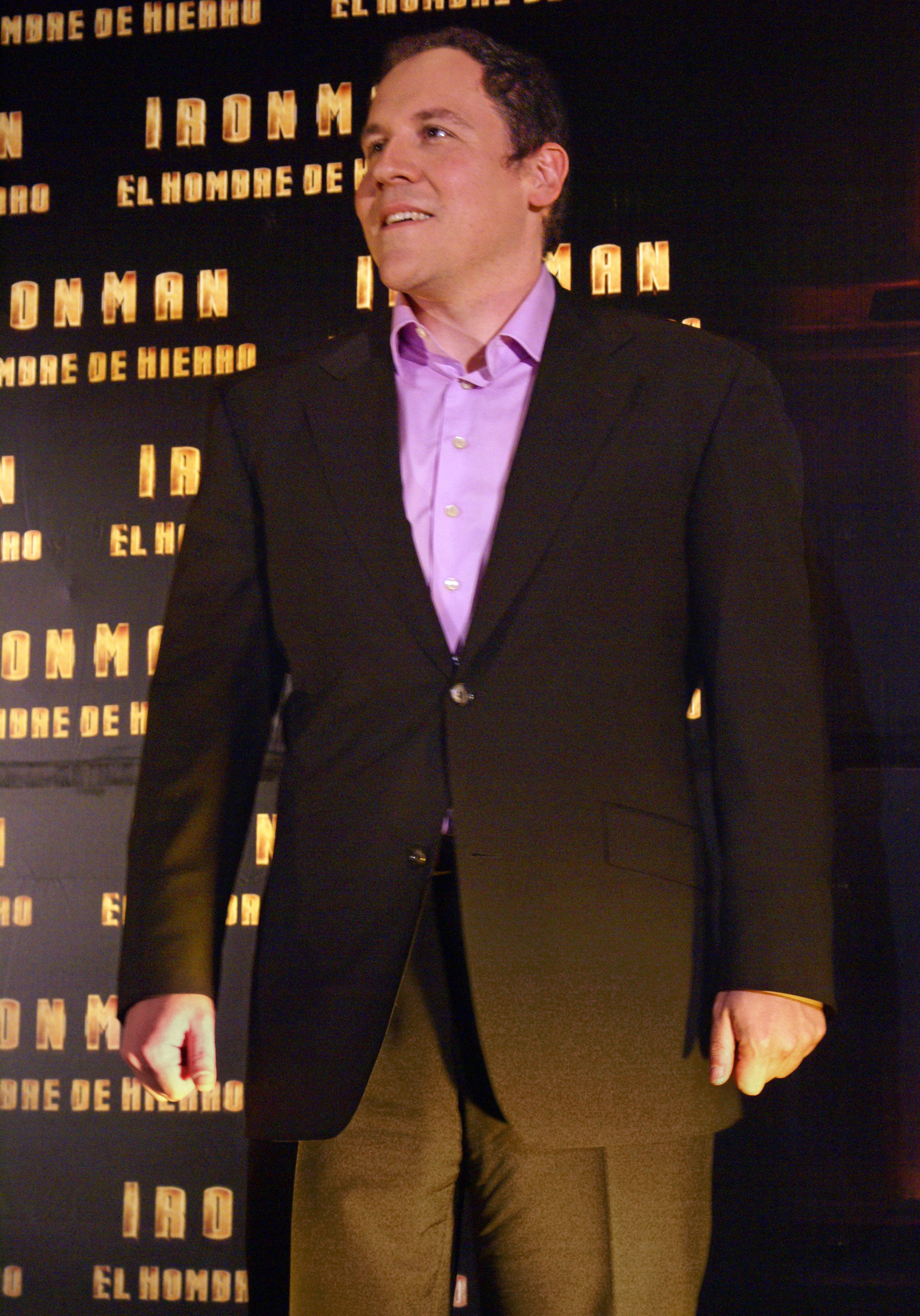
Jon Favreau en promoció d' Iron Man a Mèxic, abril 2008.

Com a actor, s'obre també un camí a grans produccions, com el blockbuster Daredevil (2003), on interpreta l'amic i associat de Matt Murdock (Ben Affleck). Però darrere de la càmera arriba de nou a imposar-se. En efecte, al final d'aquell mateix any, surt el seu segon film com a director, Elfe. Aquesta comèdia fantàstica familiar coneix un èxit de critica i comercial sorpresa, i llança definitivament la carrera de l'estrella de televisió Will Ferrell a la pantalla gran.
L'acollida positiva d'aquest film d'encàrrec el porta al comandament del film d'aventures fantàstiques Zathura: Una aventura espacial, que confirma la seva capacitat a portar una producció amb efectes especials, i a allunyar-se de la comèdia pura, tot i continuar adreçant-se als nens.
L'any 2008 aconsegueix una aprovació majoritària mundial posant en escena les primeres aventures sol del milionari i súper-heroi Iron Man al cinema, amb el blockbuster Iron Man. Per l'ocasió, dona una segona empenta a la carrera de Robert Downey Jr., que encarna l'heroi del film.

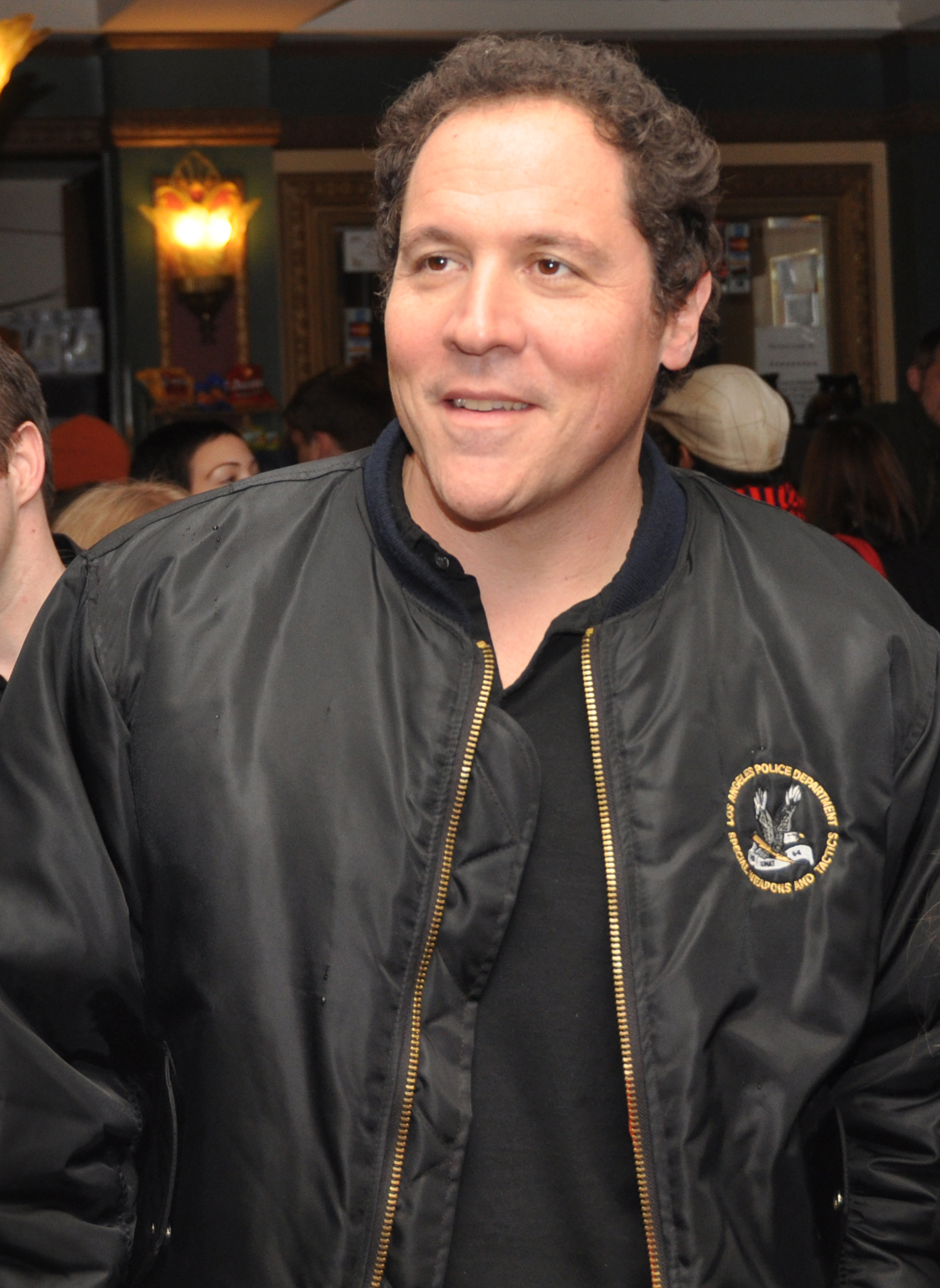
A l'estrena de la comèdia I Love You, Man, març de 2009.

Mentre es rodava el seu guió de la comèdia per nens Tot inclòs, amb Kristen Anne Bell, Jean Reno, Vince Vaughn, Jason Bateman, Kristin Davis, i ell mateix, prepara la posada en escena de la continuació del seu blockbuster. Si Iron Man 2, estrenada a penes dos anys després del primer opus, supera l'èxit comercial del primer opus, les crítiques són regulars. Tanmateix el film permet de posar les bases necessàries a la formació de l'equip dThe Avengers que porta a culminar el llargmetratge escrit i dirigit per Joss Whedon, l'any 2012, i en el qual Favreau oficia com a productor executiu.
Després de diferències amb la productora Marvel, es contentarà amb la plaça de productor per al tercer opus, deixant el seu lloc a Shane Black. Reprendrà tanmateix el seu paper secundari del xofer/guardaespatlles Happy Hogan, les aparicions del qual són tanmateix molt reduïdes. La productora Dreamworks en efecte li han confiat la tasca de llançar una altra franquícia al cinema, igualment adaptada d'un còmic. Estrenada l'any 2011, Cowboys i invassors, barreja audaç de western i de ciència-ficció, és tanmateix una decepció de critica i comercial.
Després d'haver posat en escena alguns episodis de televisió, torna a un cinema més intimista: escriu, produeix i realitza l'any 2014 la comèdia dramàtica Chef, on interpreta igualment el paper principal, i convoca una pila dels seus amics per a aparicions. L'èxit de critica i comercial del film el torna a posar en marxa, fins al punt de col·laborar de nou amb Disney, que li confia l'adaptació live del clàssic de la literatura: El Llibre de la jungla, estrenada l'any 2016. El 28 de setembre de 2016, Disney contracta Jon Favreau per realitzar un remake del Rei Lleó. Aquest Rei lleó en captura de moviment sortirà en juliol 2019, 25 anys després del film d'animació. El 9 de març de 2018, Disney anuncia que John Favreau serà al cap del projecte de sèrie de televisió Star Wars, destinada a la plataforma VOD de Disney, de la qual el llançament està prevista l'any 2019.

## Vida privada
Casat amb Joya Tillem des del 24 de novembre de 2000, tenen junts tres fills: Max (nascut el 25 de juliol de 2001, Madeleine (nascuda el 2 d'abril de 2003) i Brighton Rose (nascuda el 30 d'agost de 2006) 

## Filmografia
Pel·lícules dirigides
| Títol                                                       | Any                    | Estudi                               | Pressuposts  | Ingressos      | Rotten Tomatoes |
| ----------------------------------------------------------- | ---------------------- | ------------------------------------ | ------------ | -------------- | --------------- |
| Made                                                        | 13 de juliol de 2001   | Artisan Entertainment                | $5 milions   | $5 milions     | 71%             |
| Elf                                                         | 7 de novembre de 2003  | New Line Cinema                      | $33 milions  | $220 milions   | 84%             |
| Zathura: Una aventura espacial (Zathura: A Space Adventure) | 11 de novembre de 2005 | Columbia Pictures                    | $65 milions  | $64 milions    | 75%             |
| Iron Man                                                    | 2 de maig de 2008      | Paramount Pictures Marvel Studios    | $140 milions | $585 milions   | 93%             |
| Iron Man 2                                                  | 7 de maig de 2010      | Paramount Pictures Marvel Studios    | $200 milions | $623 milions   | 73%             |
| Cowboys & Aliens                                            | 29 de juny de 2011     | Paramount Pictures Universal Studios | $163 milions | $174 milions   | 44%             |
| Chef                                                        | 9 de maig 2014         | Open Road Films                      | $11 milions  | $46 milions    | 86%             |
| The Jungle Book                                             | 15 d'abril de 2016     | Walt Disney Pictures                 | $177 milions | $966 milions   | 95%             |
| The Lion King                                               | 19 de juliol de 2019   | Walt Disney Pictures                 | $260 milions | $1,657 milions | 53%             |

| Any           | Pel·lícula/sèrie                                                          | Acreditat com | Acreditat com | Acreditat com | Acreditat com | Rol                                                       |
| Any           | Pel·lícula/sèrie                                                          | Productor     | Director      | Escriptor     | Actor         | Rol                                                       |
| ------------- | ------------------------------------------------------------------------- | ------------- | ------------- | ------------- | ------------- | --------------------------------------------------------- |
| 1992          | Hoffa                                                                     | no            | no            | no            | Sí            | Extra                                                     |
| 1993          | Rudy                                                                      | no            | no            | no            | Sí            | D-Bob                                                     |
| 1994          | La senyora Parker i el cercle viciós (Mrs. Parker and the Vicious Circle) | no            | no            | no            | Sí            | Elmer Rice                                                |
| 1994          | Seinfeld                                                                  | no            | no            | no            | Sí            | Eric the Clown (1 capítol)                                |
| 1994          | PCU                                                                       | no            | no            | no            | Sí            | Gutter                                                    |
| 1995          | Batman Forever                                                            | no            | no            | no            | Sí            | Assistent                                                 |
| 1996          | Tracey Takes On...                                                        | no            | no            | no            | Sí            | Douglas Lund                                              |
| 1996          | Swingers                                                                  | Sí            | no            | Sí            | Sí            | Mike Peters                                               |
| 1996          | Persons Unknown                                                           | no            | no            | no            | Sí            | Terry                                                     |
| 1997          | Friends                                                                   | no            | no            | no            | Sí            | Pete Becker (6 capítols)                                  |
| 1997          | Tracey Takes On...                                                        | no            | no            | no            | Sí            | Douglas Lund                                              |
| 1998          | Very Bad Things                                                           | no            | no            | no            | Sí            | Kyle Fisher                                               |
| 1998          | Deep Impact                                                               | no            | no            | no            | Sí            | Dr. Gus Partenza                                          |
| 1999          | Rocky Marciano                                                            | no            | no            | no            | Sí            | Rocky Marciano                                            |
| 2000          | Almost Famous                                                             | no            | no            | no            | Sí            | Director                                                  |
| 2000          | Amor i sexe (Love & Sex)                                                  | no            | no            | no            | Sí            | Adam Levy                                                 |
| 2000          | The Replacements                                                          | no            | no            | no            | Sí            | Daniel "Danny" Bateman                                    |
| 2001          | Made                                                                      | Sí            | Sí            | Sí            | Sí            | Bobby Ricigliano                                          |
| 2001          | The Sopranos                                                              | no            | no            | no            | Sí            | Ell mateix (capítol "D-Girl")                             |
| 2002          | The First $20 Million Is Always the Hardest                               | no            | no            | Sí            | no            |                                                           |
| 2002          | Family Guy                                                                | no            | no            | no            | Sí            | Donny Sciberra (capítol: "Road to Europe")                |
| 2003          | Elf                                                                       | no            | Sí            | no            | Sí            | Doctor Ben                                                |
| 2003          | Something's Gotta Give                                                    | no            | no            | no            | Sí            | Leo                                                       |
| 2003          | Daredevil                                                                 | no            | no            | no            | Sí            | Foggy Nelson                                              |
| 2003          | The Big Empty                                                             | Sí            | no            | no            | Sí            | John Person                                               |
| 2004          | The King of Queens                                                        | no            | no            | no            | Sí            | Sean McGee                                                |
| 2004          | Wimbledon                                                                 | no            | no            | no            | Sí            | Ron Roth                                                  |
| 2005          | Zathura                                                                   | no            | Sí            | no            | no            |                                                           |
| 2006          | My Name Is Earl                                                           | no            | no            | no            | Sí            | Mr. Patrick                                               |
| 2006          | The Break-Up                                                              | no            | no            | no            | Sí            | Johnny O                                                  |
| 2006          | Open Season                                                               | no            | no            | no            | Sí            | Reilly (Veu)                                              |
| 2006          | Monk                                                                      | no            | no            | no            | Sí            | Dr. Oliver Bloom (capítol "Mr. Monk Goes to the Dentist") |
| 2008          | Iron Man                                                                  | Sí            | Sí            | no            | Sí            | Happy Hogan                                               |
| 2008          | Four Christmases                                                          | no            | no            | no            | Sí            | Denver McVie                                              |
| 2009          | Robot Chicken                                                             | no            | no            | no            | Sí            | Zeus, (capítol: "Two Weeks Without Food")                 |
| 2009          | I Love You, Man                                                           | no            | no            | no            | Sí            | Barry                                                     |
| 2009          | G-Force                                                                   | no            | no            | no            | Sí            | Hurley the Guinea Pig (veu)                               |
| 2009          | Couples Retreat                                                           | no            | no            | Sí            | Sí            | Joey                                                      |
| 2010, 2012-13 | Star Wars: The Clone Wars                                                 | no            | no            | no            | Sí            | Pre Vizsla (veu) (6 capítols)                             |
| 2010          | Iron Man 2                                                                | Sí            | Sí            | no            | Sí            | Happy Hogan                                               |
| 2011          | Zookeeper                                                                 | no            | no            | no            | Sí            | Bear (veu)                                                |
| 2011          | Cowboys & Aliens                                                          | Sí            | Sí            | no            | no            |                                                           |
| 2012          | John Carter                                                               | no            | no            | no            | Sí            | Thark Bookie                                              |
| 2012          | The Avengers                                                              | Sí            | no            | no            | no            | Productor executiu                                        |
| 2012          | People Like Us                                                            | no            | no            | no            | Sí            | Richards                                                  |
| 2012          | Revolution                                                                | Sí            | Sí            | no            | no            | Director del capítol pilot, productor executiu            |
| 2013          | The Office                                                                | no            | Sí            | no            | no            | Sèrie (capítol "Moving On")                               |
| 2013          | Identity Thief                                                            | no            | no            | no            | Sí            | Harold Cornish                                            |
| 2013          | Iron Man 3                                                                | Sí            | no            | no            | Sí            | Happy Hogan, també com a productor executiu               |
| 2013          | The Wolf of Wall Street                                                   | no            | no            | no            | Sí            | Manny Riskin                                              |
| 2014          | Chef                                                                      | Sí            | Sí            | Sí            | Sí            | Carl Casper i productor                                   |
| 2015          | Avengers: Age of Ultron                                                   | Sí            | no            | no            | no            | Productor executiu                                        |
| 2015          | Entourage                                                                 | no            | no            | no            | Sí            | Jon Favreau                                               |
| 2016          | Term Life                                                                 | no            | no            | no            | Sí            |                                                           |
| 2016          | The Jungle Book                                                           | Sí            | Sí            | no            | no            |                                                           |
| 2018          | Avengers: Infinity War                                                    | no            | no            | no            | Sí            | Happy Hogan                                               |
| 2018          | Solo: A Star Wars Story                                                   | no            | no            | no            | Sí            | Rio Durant                                                |
| 2019          | The Mandalorian                                                           | Executiu      | Sí            | Sí            | no            | Creador                                                   |
| 2019          | The Chef Show                                                             | Executiu      | Sí            | no            | no            | Creador / Co-presentador                                  |
| 2019          | The Lion King                                                             | Sí            | Sí            | no            | no            |                                                           |